# 2476 Andersen
2476 Andersen este un asteroid din centura principală, descoperit pe 2 mai 1976 de Nikolai Cernîh.